# Дохунда
«Дохунда» — радянська чорно-біла кінодрама 1936 року режисера Льва Кулєшова за однойменним романом Садріддіна Айні. Сценарій до фільму написав Осип Брик. Картина не завершена.

## Сюжет
Фільм розповідає про долю безправного наймита Йодгора на прізвисько Дохунда («жебрак»), що став активним будівельником нового життя в радянському Таджикистані.

## У ролях
- Сергій Комаров — Азім-Шах
- Каміль Ярматов — Йодгор Дохунда
- Тася Рахманова — Гюльнара
- Семен Свашенко — Сабір
- Р. Петров — аксакал

## Знімальна група
- Режисер-постановник: Лев Кулєшов
- Автор сценарію: Осип Брик
- Оператор-постановник: Костянтин Кузнецов
- Художник: Петро Галаджев